# اوغلی
اوغلی یکی از روستاهای استان آذربایجان شرقی است که در دهستان آجی‌چای بخش مرکزی شهرستان تبریز می‌باشد که جمعیت آن بالغ بر 2000نفر می‌باشد ودر ورودی جاده اوغلی شهرک هوانیروز نیز واقع شده است شهرک اوغلی یکی از قدیمی ترین و پاک ترین روستاهای همجوار تبریز می‌باشد و از معدود شهرک هایی هست که فاقد کلانتری می‌باشد که این به لطف اهالی وسکنه این روستا می‌باشد اوغلی هم ساکنین روستایی و هم شهری را در خود جای داده است و بیشترین دغدغه این روستا آب این منطقه می‌باشد که باید مدیران و مسئولان فکری به این امر مهم بکنند